# Малезија на Светском првенству у атлетици на отвореном 2015.
Малезија је учествовала на Светском првенству у атлетици на отвореном 2015. одржаном у Пекингу од 22. до 30. августа петнаести пут, односно учествовала је на свим првенствима до данас. Репрезентацију Малезије представљао је један такмичар који се такмичио у троскоку.,
На овом првенству Малезија није освојила ниједну медаљу, нити је постигнут неки рекорд.

## Учесници
Мушкарци :
- Мухамед Хакими Исмаил — Троскок

## Резултати

### Мушкарци
| Атлетичарка           | Дисциплина | Лични рекорд | Квалификације | Квалификације | Финале               | Финале       | Детаљи |
| Атлетичарка           | Дисциплина | Лични рекорд | Резултат      | Место         | Резултат             | Место        | Детаљи |
| --------------------- | ---------- | ------------ | ------------- | ------------- | -------------------- | ------------ | ------ |
| Мухамед Хакими Исмаил | Троскок    | 16,76 НР     | 15,93         | 13. у гр. Б   | Није се квалификовао | 27 / 27 (28) |        |